# SpaceX CRS-12
SpaceX CRS-12 (alternativně SpX-12, nebo jednoduše CRS-12) je dvanáctá a zároveň poslední zásobovací mise kosmické lodi Dragon k Mezinárodní vesmírné stanici (ISS) podstoupená v rámci původního kontraktu Commercial Resupply Services uzavřeného s NASA. Celkově jde o čtrnáctý let Dragonu do vesmíru (pokud počítáme i demo lety C1 a C2+).Byl použit nově vyrobený exemplář lodi Dragon. Statický zážeh před startem proběhl 10. srpna 2017.

## Náklad

### Náklad při startu
Náklad tvořilo celkem 2910 kg vybavení. Z toho 1652 kg v hermetizované části a přibližně 1258 kg v nehermetizované. V nehermetizované části byl umístěn přístroj CREAM.
| Celkový náklad                 | 2910 kg |
| ------------------------------ | ------- |
| Celkový hermetizovaný náklad   | 1652 kg |
| Vědecké experimenty            | 916 kg  |
| Zásoby pro posádku             | 220 kg  |
| Hardware pro stanici           | 339 kg  |
| Počítačové vybavení            | 53 kg   |
| Vybavení pro EVA               | 30 kg   |
| Celkový nehermetizovaný náklad | 1258 kg |
| CREAM                          | 1258 kg |

#### Protein Crystal Growth 7
Cílem tohoto experimentu je s využitím mikrogravitace vypěstovat větší krystaly proteinu LRRK2, který má vliv na Parkinsonovu chorobu. Na Zemi je vytváření větších trojrozměrných krystalů proteinů komplikované, řešením by tak mohlo být jejich pěstování ve vesmíru. V tomto konkrétním případě by měl být výsledkem  lepší vývoj terapií proti tomuto proteinu.

#### Lung Tissue
Experiment, který má otestovat vliv kosmického prostředí na růst nové plicní tkáně. Je to první experiment zabývající se chováním plicní tkáně ve vesmíru. Buňky budou během pokusu umístěné v novém inkubátoru SABL.

#### Rodent Research 9
Experiment navazuje na předchozí úspěšné výzkumy, které byly na ISS s hlodavci prováděny. Zkoumat se bude vliv dlouhodobého pobytu ve vesmíru na imunitní systém a strukturu svalů a kostí u hlodavců. Na rozdíl od jiných projektů se zvířata vrátí na Zem všechna živá, takže bude možné prozkoumat jejich zdravotní stav.

#### Mouse Habitat Experiment
Tento japonský experiment je v mnohém podobný předcházejícímu experimentu. Nejvýraznějším rozdílem je ale použití umělé gravitace a každá myš je umístěna ve vlastní kleci, což umožňuje individuální výzkum. V odstředivce zajišťující umělou gravitaci může být umístěno až šest hlodavců, u kterých tak bude možné zkoumat, jaký vliv má čistě jen vesmírné záření v prostředí s gravitací.

#### Další experimenty
Activity of Mutated Drosophila in Microgravity se zaměří na sledování viditelných rozdílů v letu normálních a mutovaných octomilek. Cactus-Mediated Carbon Dioxide Removal in Microgravity bude měřit množství přijatého oxidu uhličitého a vydaného kyslíku od pokusných sukulentů. Cílem je zjištění, zda by do budoucna bylo možné zlepšit efektivitu recyklace vzduchu při dlouhodobých misích. Conversion of Adipogenic Mesenchymal Stem Cells into Mature Cardiac Myocytes bude sledovat kmenové buňky, ze kterých se má stát srdeční tkáň. Předchozí experimenty ukázaly, že upravené kmenové buňky v prostředí mikrogravitace urychlily svůj vývoj. Genes in Space-4  bude sledovat efektivitu proteinů tepelného šoku v organismu, který dlouhodobě pobývá ve vesmíru. V tomto případě se bude sledovat organismus háďátka obecného. Eli Lilly-Lyophilization vyzkouší, jaký je rozdíl mezi lyofilizací vzorků na Zemi a v mikrogravitaci. Evaluation of Radiation Deterrent Materials má najít nejvhodnější materiál pro budoucí vesmírné lety, který pasivně stíní radiaci. 
NanoRacks – Cuberider-1 je modul, na kterém běží kód napsaný žáky střední školy, data z jeho senzorů budou posílána studentům zpět na Zemi. NanoRacks-National Center for Earth and Space Science Education – Student Spaceflight Experiments Program (SSEP) Mission 11 je další část studentského projektu SSEP, který odstartoval v roce 2010, cílem je zaujmout studenty. V rámci tohoto startu se na ISS dostane 21 projektů. NanoRacks-Ramon SpaceLab-01 je soubor pěti experimentů, konkrétně vliv mikrogravitace na fermentaci droždí, rychlost rozpouštění léků v žaludečních šťávách, vytvoření stabilnější emulze vody a oleje, růst kvasinek v moči a přesun fluoreskujících plasmidů během přechodu bakterie Escherichia coli do stavu mikrogravitace.
NDC-3: Chicagoland Boy Scouts and Explorers je experiment skautů z Chicaga měřící rychlost mutací bakterií. Spaceborne Computer  je rok dlouhý experiment, který má ověřit spolehlivost běžné výpočetní techniky na ISS. Space Technology and Advanced Research Systems (STaARS-1) Research Facility je víceúčelové zařízení, které může pomoci farmaceutickému průmyslu nebo s vývojem lepších biopaliv. STaARS BioScience-1 má zjistit, proč nebezpečný kmen bakterií Zlatého stafylokoka N315 ztrácí v mikrogravitaci své škodlivé vlastnosti. STaARS-iFUNGUS použije kulturu plísní Penicillium chrysogenum k hledání nových antibiotik.

### Náklad při návratu
Zpět na Zemi Dragon dopravil 1700 kg experimentů a vybavení.